# Jahnshof
Jahnshof är en tysk ort, strax norr Oldenburg in Holstein. Orten ligger i kommunen Gremersdorf i distriktet Ostholstein i Schleswig-Holstein, Tyskland. Motorvägen A1 passerar förbi orten och har en avfart med namnet Jahnshof.